# Académie Mimosifcom
L'Académie Mimosifcom est un centre de formation de joueurs de football situé à Sol Béni, à Abidjan (Côte d'Ivoire) et appartenant au club de l'ASEC Mimosas.  Il est l'un des premiers centres de formation à voir le jour en Afrique et le premier en Côte d’Ivoire. Il reste la référence dans cette dernière et une des activités stratégiques de l'ASEC.

## Histoire
L'Académie Mimosifcom est le centre de formation du club de l'ASEC MIMOSAS. Elle a été créée  en 1993 sous l'impulsion du président Rogert Ouégnin et du directeur technique puis entraîneur français Jean Marc Guillou au sein du complexe sportif Sol Béni, le centre d'entraînement de l'ASEC Mimosas, qui avait ouvert une année auparavant.

## Infrastructures
L'académie bénéficie de l'ensemble des infrastructures sportives du complexe de Sol Béni, situé sur la commune de Cocody (M'pouto), en termes de terrains et aires de jeux, et dispose spécifiquement pour la formation des jeunes académiciens de :
- Deux internats comprenant 12 chambres climatisées
- Huit salles de classe
- Un terrain d'entraînement
- Une salle de musculation
- Une zone spécifique pour le travail athlétique
- Une fosse en stabilisé de 50m x 40m
- Trois terrains de tennis-ballon

## Partenariats
Depuis les années 90, les joueurs de l'ASEC recrutés à l'étranger atterrissaient le plus souvent d'abord en France, aux Pays-Bas ou encore en Belgique. Dans ce dernier pays, l'ASEC a  un partenariat avec le club belge du KSK Beveren, qui bénéficie des joueurs formés par l'académie. Par le passé, le KSK Beveren a pu aligner jusqu'à dix joueurs issus de l'Académie en championnat de Belgique.
La Belgique reste encore une destination courante pour les jeunes de l’ASEC mais, depuis 2019, la Suède monte également en puissance.
En mai 2006, un partenariat a été signé avec le club de Charlton Athletic en Angleterre.